# La Nouvelle Fureur de vaincre
Pour plus de détails, voir Fiche technique et Distribution.
La Nouvelle Fureur de vaincre (chinois simplifié : 新精武门 ; chinois traditionnel : 新精武門 ; pinyin : Xīn Jīng Wǔ Mén ; anglais New Fist of Fury) est un film d'action hongkongais de 1976, réalisé par Lo Wei et avec Jackie Chan. C'est le premier film d'une longue série où Chan est dirigé par Lo, et c'est le premier film dans lequel Chan utilise son nom de scène, Seng Long (chinois : 成龍 ; pinyin : Chéng Lóng) - signifiant "Devenir un dragon" - et par lequel il est toujours reconnu en Asie.
C'est dans ce film que Jackie Chan joue son premier rôle principal dans un film qui sera largement distribué (le premier film dans lequel il tient la vedette étant Le Jeune Tigre (Little Tiger of Canton) sorti en 1971 mais peu distribué).
Ce film fait suite à La Fureur de vaincre sorti en 1972 et dans lequel apparaissait Bruce Lee, l'un des plus gros succès de Lo Wei avec plus tard le film de Chan, La Hyène intrépide.
Avec La Nouvelle fureur de vaincre, Lo Wei essaie d'imposer le jeune Jackie Chan comme le nouveau Bruce Lee. C'est pourquoi le film ne contient aucun des éléments comiques qui feront ensuite le succès et la marque de fabrique des films de Chan. Pourtant le film est alors un échec commercial.

## Synopsis
Après la mort de Chen Zhen, l'école de Jing Wu est menacée par l'envahisseur japonais qui souhaite avoir le contrôle sur les établissements chinois. L'école se retrouve ainsi sous le contrôle et de nombreux élèves trouvent la mort, mais les survivants s'unissent pour reconstruire une nouvelle école. Le groupe est mené par Li, l'ex-fiancée de Chen, qui décide de prendre sous son aile un pickpocket dont elle apprécie l'agilité et l'aisance avec laquelle il opère ses plans. Son but : lancer un défi aux Japonais et venger ainsi la mort de son amant...

## Fiche technique
- Titre français : La Nouvelle Fureur de vaincre
- Titre original anglophone : New Fist of Fury
- Titre original sinophone : Xin ching-wu men
- Réalisation : Lo Wei
- Scénario : Lo Wei, Pan Lei
- Musique : Frankie Chan
- Photographie : Chen Jong Shu, Chen Chao Yung, Chen Zhong Yuan
- Montage : Lee Yim Hoi
- Société de production : Lo Wei Motion Picture Company
- Distribution :

Sortie hongkongais : Lo Wei Motion Picture Company
 France : Metropolitan Filmexport
- Pays d'origine : Hong Kong
- Genre : Kung-fu, action
- Durée : 114 minutes
- Date de sortie :

 Hong Kong : 8 juillet 1976
 France : 1985 (VHS)

## Distribution
- Jackie Chan (VF : Jacques Bernard) : Sing Lung
- Nora Miao : Mao Li Er
- Chan Sing : Okimura
- Luk Yat-lung : Lon Si Chun
- Yim Chung : Le grand-père de Mao Li Er
- Lo Wei : L'inspecteur de police